# بيارا خابرا
بيارا سينغ خابرا، قاضي صلح (20 نوفمبر 1921 – 19 يونيو 2007) سياسي من حزب العمال البريطاني عمل عضوًا في البرلمان عن دائرة إيلينغ ساوثهول من عام 1992 حتى وفاته. هو خامس آسيوي، وأول سيخي، يصبح نائبًا بريطانيًا. كان خابرا أكبر عضو في مجلس العموم منذ تقاعد السير إدوارد هيث في عام 2001 حتى وفاته، وبحلول نهاية مسيرته المهنية، كان النائب الوحيد الذي خدم في قوات الكومنولث خلال الحرب العالمية الثانية.

## خلفية
وُلد خابرا لعائلة مزارعة ميسورة الحال تنتمي للديانة السيخية في ولاية بنجاب، التي أصبحت لاحقًا جزءًا من الهند البريطانية. ذكر خابرا أن عام ميلاده هو 1924، بينما يُذكر في شهادة زواجه أنه مولود في عام 1921. التحق بمدرسة خالسا الثانوية وجامعة بنجاب، بيد أنه انقطع عن التعليم بسبب اندلاع الحرب العالمية الثانية، وعمل في الجيش الهندي بين عامي 1942 و1946. عاد إلى الجامعة بعد الحرب، وحصل على درجة البكالوريوس في الخدمات الاجتماعية.
انضم إلى الحزب الشيوعي الهندي، وعمل مدرسًا في مدرسة ابتدائية. رفض تأشيرة هجرة إلى الولايات المتحدة، وانتقل إلى المملكة المتحدة في عام 1959 تاركًا زوجته وابنه في بنجاب. في عام 1964، كفل خابرا ابنه للهجرة إلى المملكة المتحدة حيث أكمل تعليمه للحصول على درجة الهندسة. لم يكن لخابرا علاقة وثيقة مع ابنه الذي هاجر فيما بعد إلى كندا لمواصلة دراسته. هاجرت زوجة خابرا الأولى وأمها إلى كندا في عام 1974 حيث عاشت مع ابنها حتى وفاتها عام 1985.
عمل خابرا في المصانع نظرًا لافتقاره إلى المؤهلات اللازمة ليصبح معلمًا في المملكة المتحدة. أُعيد تأهيله في عام 1964، وعمل معلمًا في مدرسة ابتدائية ثم عاملًا اجتماعيًا. أصبح عضوًا رائدًا في المجتمع الآسيوي البريطاني في ساوثهول غرب لندن. تولى أيضًا رئاسة رابطة العمال الهنود، التي ساعدت المهاجرين الهنود على تأسيس أنفسهم وإيجاد فرص العمل، وكان نشطًا في معارضة اليمين المتطرف.
ترك الحزب الشيوعي البريطاني في ستينيات القرن العشرين وانضم إلى حزب العمل في عام 1972. أصبح قاضي صلح في عام 1977، وانتُخب عضوًا في مجلس إيلنغ في عام 1978. انضم لفترة وجيزة إلى الحزب الديمقراطي الاجتماعي في عام 1981، تاركًا إياه بعد عامين ليعاود انضمامه لحزب العمال في عام 1988.

## المسيرة البرلمانية
دخل خابرا البرلمان وهو يبلغ من العمر 70 عامًا عقب انتخابات عام 1992، وهو خامس عضو آسيوي في البرلمان وورث أغلبية كبيرة في مقعد حزب العمال الآمن عن دائرة إيلينغ ساوثهول، عقب إلغاء حزب العمال اختيار النائب سيدني بيدويل الذي شغل مقعدًا في البرلمان لفترة طويلة. ادعى امتلاكه أكبر عدد من القضايا المتعلقة بحالات الهجرة واللجوء مقارنة بأي عضو من أعضاء البرلمان. حافظ على سجلات الحضور الجيد والتصويت، ولكنه نادرًا ما تحدث في البرلمان. ذكره شعوره بالفخر لتحدثه عن التقرير المعني بمقتل ستيفن لورانس، وعن قانون تعديل العلاقات العرقية لعام 2000.
كان خبارا من أشد داعمي مرضى اضطرابات طيف التوحد. رعى أحد أنجح الحركات المبكرة حول التوحد في عام 2002 للتوعية بالتوحد، والتي حظيت بدعم 153 عضوًا برلمانيًا من جميع الأحزاب. دعم خابرا عمل حملة التوعية بالتوحد في المملكة المتحدة.
صوت خابرا على قضايا رئيسية من عام 2001 إلى 2007 كما يلي:
- صوت بشدة لصالح حرب العراق[10]
- صوت بشدة لصالح فرض رسوم التعليم الجامعي
- صوت بشدة لصالح قوانين مكافحة الإرهاب التي وضعها حزب العمال
- صوت بشدة لصالح اعتماد بطاقات الهوية
- صوت بشدة لصالح استبدال صاروخ ترايدنت
- صوت بشدة لصالح حظر الصيد
- صوت بشدة لصالح المساواة في حقوق المثليين
- صوت بشدة لصالح فرض نظام لجوء أكثر صرامة
- صوت لصالح المزيد من تكامل الاتحاد الأوروبي
- صوت باعتدال لصالح فرض قوانين الحد من تغير المناخ
- صوت باعتدال لصالح اعتماد المستشفيات التأسيسية
- صوّت باعتدال لصالح حظر التدخين
- صوت باعتدال على إقصاء النبلاء بالوراثة من مجلس اللوردات
- صوت لصالح وضد منح المدارس استقلالًا أكبر
- صوت باعتدال ضد مجلس اللوردات المنتخب كليًا
- صوت بشدة ضد إجراء تحقيق في حرب العراق